# تسلسل كلي فرعي
التسلسل الكلي الفرعي (باللاتينية: holarchy) ، في تعبيرات آرثر كوستلر (Arthur Koestler) قال إنها علاقة تجمع بين الكليات الفرعية – حيث الكليات الفرعية هي الكل والجزء في آن واحد. وكانت صياغة هذا المصطلح في كتاب لكويستلر عام 1967 وعنوانه الشبح في الماكينة (The Ghost in the Machine). وقد استخدم الفيلسوف والكاتب الأمريكي كين فيلبر (Ken Wilber) بشكل مكثف نفس هذا المصطلح (ويتهجاه holoarchy) 
ويعد الكون بكامله مثالًا لـالنظام الكلي الفرعي، الذي يكون كل تسلسل فيه جزءًا من تسلسل آخر (أي يكون كلًا وجزءًا في آن واحد).
وكثيرًا ما يشار إلى التسلسل الكلي الفرعي على أنه شكل من أشكال سلسلة المراتب إلا أن تعريف سلسلة المراتب يدل على عدم ارتباط أجزائها من القمة أو من القاع. ولكن هذا أمر غير منطقي في الكلية الفرعية حيث تكون كلًا وجزءًا في نفس الوقت. و«العلاقة التراتبية» بين الكليات الفرعية على مختلف المستويات التي من المقبول تسميتها بعلاقات «الداخل والخارج» أو «الصاعد والهابط» أو «الأيمن والأيسر»، تجعلنا نقول بأن الكليات الفرعية في مستوى ما تُكون أو تتكون من الكليات الفرعية للمستوى الآخر. وهذا يتضح في العلاقة الكلية الجزئية (الرياضيات <-> الجسيمات دون الذرية <-> الذرات <-> الجزيئات <-> الجزيئات الضخمة <-> العضيات <-> الخلايا <-> الأعضاء <-> الأشخاص/الأفراد <-> التجمعات <-> المجتمعات) حيث يمثل كل جزء فرعي مستوى من مستويات التنظيم وجميعها يسير في نفس الاتجاه (أي تجميع تفصيلي للمادة). ومثلما في الهندسة الكسيرية قد تكون القمة قاعًا والعكس، وقد تتشابه النماذج التي تظهر في مستوى من المستويات مع نماذج مستوى آخر.

## معانٍ مختلفة
اعتاد ديفيد سبانجلر (David Spangler) استخدام هذا المصطلح بمعان مختلفة: «في إحدى سلاسل المراتب يمكن مقارنة وتقييم المشاركين على أساس الوظيفة أو الرتبة أو القوة النسبية أو الأقدمية أو ما شابه ذلك. أما المقصود بالتسلسل الكلي الفرعي فهو أن قيمة كل فرد من شخصيته الفردية وتميزه عن غيره وقدرته على الانخراط والتفاعل مع الآخرين لجني ثمار هذا التميز الذي يتمتع به»

## التسلسل الكلي الفرعي في الأنظمة متعددة الوكلاء
الأنظمة متعددة الوكلاء هي الأنظمة التي تتكون من كيانات برمجية مستقلة. وهذه الأنظمة قادرة على محاكاة النظام أو حل المشكلات. ويمكن بسهولة رسم التسلسل الكلي الجزئي لتراتبية وكلاء، ويتكون الوكيل في هذا التسلسل من عدة وكلاء وقد يتغير سلوكه كنتيجة جزئية لسلوكيات هذه الأجزاء.
منصة يانوس متعددة الوكلاء (Janus Multiagent Platform) هي منصة برامج قادرة على عمل تسلسل كلي جزئي للوكلاء.

## وصلات خارجية
- Brief essay on holarchies